# Колвица
Колвица (рус. Колвица) малена је река која протиче преко југозападног дела Мурманске области, на крајњем северозападу европског дела Руске Федерације. Свој ток започиње као отока великог Колвицког језера из ког отиче у његовом југозападном делу. Тече у смеру запада и након свега 12 km тока улива се у Кандалакшки залив Белог мора, на његовој северној Кандалакшкој обали. Сливно подручје реке Колвице обухвата територију површине око 1.260 km². Просечан проток је око 14,7 m³/s. Ниво воде у реци регулисан је браном која је саграђена на месту где река напушта Колвицко језеро. У доњем делу тока у кориту се налазе бројни брзаци, и један мањи Колвицки водопад.
На њеном ушћу налази се село Колвица у којем је према подацима са пописа становништва из 2010. живело свега 9 становника. Долином реке Колвице пролази друмски правац Кандалакша−Умба.